# Phyprosopus ergodan
Phyprosopus ergodan är en fjärilsart som beskrevs av Dyar 1921. Phyprosopus ergodan ingår i släktet Phyprosopus och familjen nattflyn. Inga underarter finns listade i Catalogue of Life.